# Красногорське (Калінінградська область)
Красногорське (рос. Красногорское) — селище Гусєвського району, Калінінградської області Росії. Входить до складу Кубановського сільського поселення.
Населення —  331 особа (2015 рік). 

## Населення
| 2002 | 2010 |
| ---- | ---- |
| 363  | ↘331 |